# Portus Luguidonis
Il Portus Luguidonis era un antico porto romano che era presumibilmente situato a San Giovanni di Posada, di cui però non più è presente nessun resto.

## Storia
Il Portus compare sulle carte romane della Sardegna appena dopo la conquista dell'isola (238 a.C.) ma si presume che il porto esistesse ben prima dell'arrivo dei romani.
Molto probabilmente il porto venne ampliato e divenne di maggiore importanza nel I secolo d.C., quando venne tramutato in porto a servizio del castrum di Luguido (situato nei pressi di Oschiri).
Non si hanno notizie sulla fine dell'utilizzo del portus, gli ultimi reperti romani trovati sono un gruppo di monete risalenti al IV secolo d.C., in ogni caso, secoli dopo, sui resti di questo porto ne venne costruito un altro, denominato "Porto di Posada" che successivamente si tramutò nell'attuale Porto di La Caletta.

## Funzione
Nonostante fosse a servizio di un castrum, la sua importanza sotto un punto di vista militare era limitata, dato che era un porto insufficiente per le esigenze della flotta da guerra romana, come d'altronde tutti i porti dell'epoca fra Olbia e Tortolì.
Un'altra prova che può far pensare che il Portus Luguidonis sia stato relativamente piccolo e non di grande importanza è che nel 394 d.C. la flotta di Stilicone e Mascezel venne sorpresa da una tempesta all'altezza dei Montes Insani (Baunei), dove fu costretta a dividersi: una parte si diresse verso sud, probabilmente verso il Sulpicius Portus, situato nell'odierna Arbatax. L'altra parte di flotta si diresse verso Olbia, dove trovò riparo nel porto, evitando di fatto il Portus Luguidonis, forse proprio per il fatto che essendo piccolo non sarebbe riuscito ad ospitare la flotta.
Un altro fattore limitante per il porto è che non era facilmente accessibile e quindi era meno preferibile rispetto ad altri che erano raggiungibili senza troppe difficoltà, anche per via delle coste rocciose ricche di innumerevoli scogli affioranti e soggette a tremendi venti di Scirocco o Maestrale.
Sotto un punto di vista commerciale il Portus Luguidonis fungeva da tappa intermedia con Olbia: infatti ad Olbia giungevano carichi di grosso tonnellaggio provenienti da Ostia e dagli altri porti tirrenici, da lì proseguivano con imbarcazioni più agili per il Portus Luguidonis, dove poi sarebbe sbarcato per proseguire via terra verso il Nuorese lungo le valli che costeggiano il Monte Albo.

## Castrum di Luguido
Il Portus Luguidonis era strettamente collegato all'appena citato castrum di Luguido, accampamento romano voluto dall'imperatore Augusto per controllare e proteggere la via che collegava Karales (Cagliari) con Olbia, passando per Hafam (attuale Mores).
Quest'accampamento era situato nell'odierna Oschiri ed era collegato al porto tramite una strada.
All'interno di questo accampamento militare erano presenti tre diverse coorti ausiliarie: la III Aquitanorum, la Ligurum Equitata e la I Sardorum.
Il castrum smise di essere operativo dal III secolo d.C., quando venne definitivamente abbandonato dai soldati.

## Localizzazione

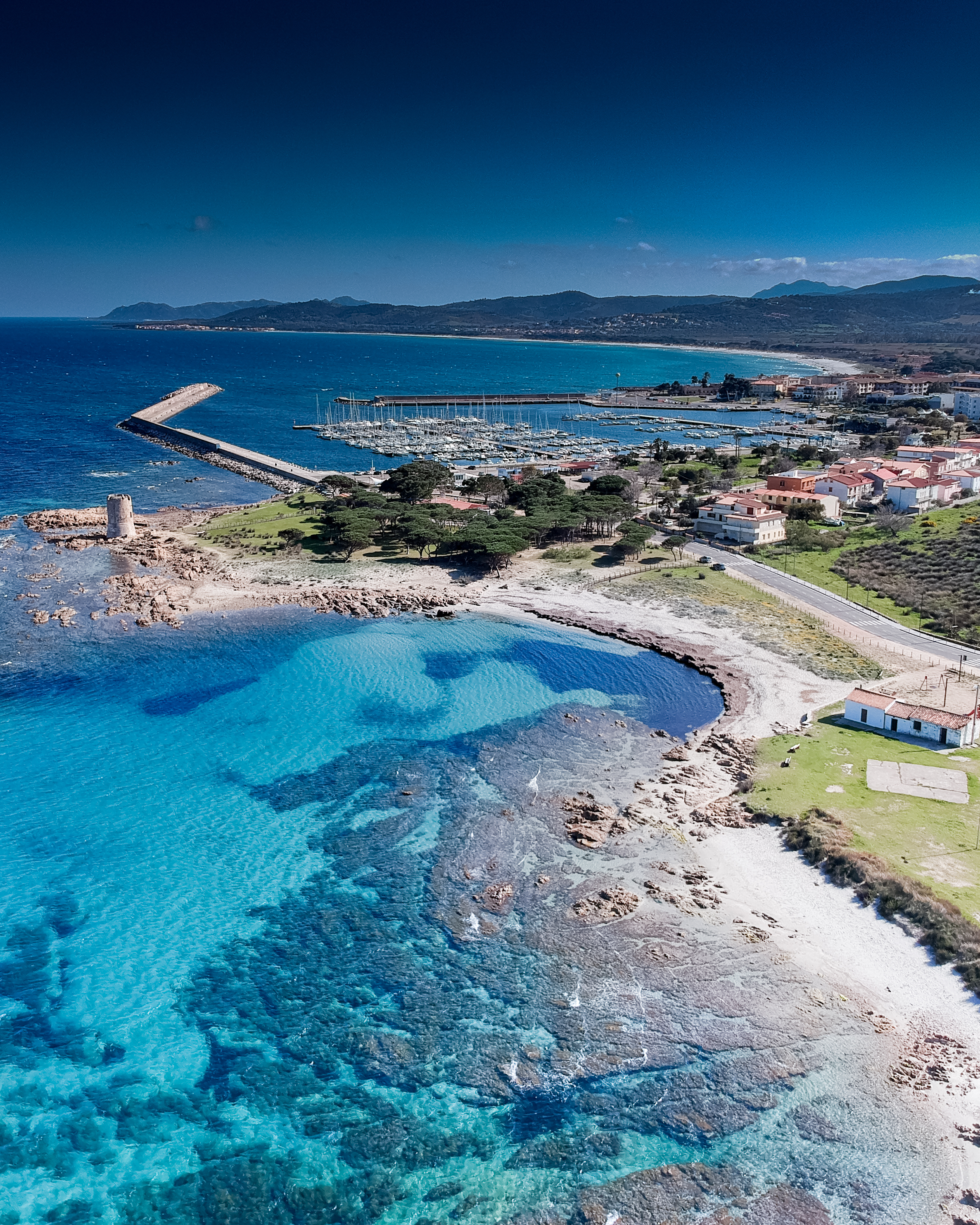
La zona in cui era presumibilmente situato il Portus Luguidonis, tra la torre di San Giovanni (a sinistra) e la chiesa di San Giovanni (destra).

La posizione esatta di questo porto è ancora oggi oggetto di dibattito per gli studiosi.
Al giorno d'oggi si tende ad escludere l'identificazione del Portus Luguidonis con Feronia (centro abitato antico che era situato presso la foce del Rio Posada), toponimo citato da Tolomeo nei suoi scritti, e quindi gli studiosi sono divisi tra chi sostiene che il porto sia situato nella cala di fronte a Santa Lucia e chi sostiene che sia situato fra San Giovanni di Posada e La Caletta.
La seconda opzione, che lo ubica più precisamente nella baia compresa fra la chiesa di San Giovanni e la torre di San Giovanni, è quella più plausibile dato che è sostenuta da numerosi studiosi attuali e del passato, fra i quali Alberto La Marmora Emilio Belli, Antonio Taramelli, Giovanni Lilliu e Attilio Mastino.

## Oggi
Ad oggi non sono più presenti resti del porto, a differenza del castrum di Luguido il quale è ancora parzialmente visibile. Escludendo quelli del castrum, gli unici reperti trovati nei pressi del Portus sono alcuni oggetti romani di uso quotidiano e un numero imprecisato di monete che appartengono ad un arco di anni compreso fra la seconda metà del II secolo a.C. e il IV secolo d.C., ma c'è da dire che pescatori della metà del novecento hanno riferito di aver trovato nelle acque del golfo di Posada opere marmoree e bronzee, statue e numerosi oggetti di arredo che ignari del loro valore li hanno semplicemente spostati in zone non navigabili o più a largo.

### Fonti antiche
- Claudio Tolomeo, La Geografia (PDF), II secolo d.C, ISBN non esistente.
- Claudio Claudiano, De Bello Gildonico, 398 d.C, ISBN non esistente.

### Fonti classiche
- Alberto La Marmora, Viaggio in Sardegna (PDF), Parte 1-2-3-4, Torino, Fondazione Il Nuraghe editore, 1839, ISBN 8827114408. URL consultato il 3 giugno 2021 (archiviato dall'url originale il 16 agosto 2022).
- (FR)  Alberto La Marmora, Itinéraire de l'ile de Sardaigne (PDF), Volume 1, Torino, Fratelli Bocca Editori, 1926  [1860], ISBN 1277974934. URL consultato il 3 giugno 2021 (archiviato dall'url originale il 3 giugno 2021).

### Fonti attuali
- Marcella Bonello e Attilio Mastino, Siniscola: dalle origini ai giorni nostri. (PDF), a cura di Enzo Espa, Ozieri, Edizioni Il Torchietto, 1994,  pp. 157-218.
- Francesco Floris, La grande enciclopedia della Sardegna (PDF), Edizione speciale ed aggiornata, La Nuova Sardegna, 2007,  pp. 530-531, ISBN 9788882897482. URL consultato il 3 giugno 2021 (archiviato dall'url originale il 3 giugno 2021).
- Attilio Mastino, Storia della Sardegna: dalle origini al settecento, a cura di Manlio Brigaglia, Attilio Mastino e Gian Giacomo Ortu, Editori Laterza, 2006,  pp. 33-57, ISBN 8842078395.
- Attilio Mastino, Storia della Sardegna antica (PDF), a cura di Paola Sotgiu, Sassari, Edizioni Il Maestrale, 2005, ISBN 8886109989.